# Sony Ericsson Z550
Sony Ericsson Z550 är en mobiltelefon från Sony Ericsson. Det är en vikbar modell, med 1,3 megapixels kamera.